# Alfred P. Byrne
Alfred Patrick Byrne, irisch Ailfrid Pádraig Ó Broin (* um 1913; † 26. Juli 1952) war ein irischer Politiker und saß von 1937 bis 1944 sowie erneut von 1948 bis zu seinem Tod im Dáil Éireann, dem Unterhaus des irischen Parlaments.
Alfred P. Byrne wurde als Sohn des irischen Politiker Alfred Byrne und dessen Frau Elizabeth geboren. Im Jahr 1937 wurde Byrne als unabhängiger Kandidat in den 9. Dáil Éireann gewählt. Nach zwei erfolgreichen Wiederwahlen in den Jahren 1938 und 1943 verlor er sein Mandat 1944 bei den Wahlen zum 12. Dáil Éireann. Vier Jahre später gelang Byrne jedoch der erneute Einzug in das Unterhaus, dem er nun bis zu seinem Tod angehörte.
Byrne hatte insgesamt sieben Geschwister. Seine beiden Brüder Patrick und Thomas waren ebenfalls Abgeordnete im Dáil Éireann.